# Tegengestelde (taalkunde)
Twee woorden of uitdrukkingen zijn elkaars tegengestelde of convers indien ze vanuit tegenovergesteld perspectief betrekking hebben op dezelfde situatie of relatie. Ze kunnen worden gezien als lexicale paren waarvan de leden elkaars semantische complement zijn; deze veronderstellen elkaar. Vaak gaat het om werkwoorden.

## Voorbeelden
"Dag, lieve opa en oma!" klonk het uitgelaten gejoel van de kleinkinderen toen zij hun grootouders op het perron zagen staan.
Ik kwam binnen en zag een eenvoudig stapelbed. Boven sliep de korporaal, onder was de slaapplaats van de sergeant.
We wilden zijn garage huren, en gelukkig was hij bereid die te verhuren.
Je kunt alleen iets huren als er in dezelfde situatie iemand vérhuurt; onder en boven zijn relatief ten opzichte van elkaar; zonder kleinkinderen zijn er geen grootouders. Maar de tegenstelling kan ook minder uitdrukkelijk aanwezig zijn:
Het is een lange nacht geweest
betekent niet dat die nacht in dezelfde situatie voor een ander kort was. Wel wordt er een tegenstelling verondersteld: blijkbaar heeft de spreker ook nachten meegemaakt die naar zijn gevoel korter duurden. De nacht kon niet lang zijn als er niet ook korte nachten waren.

## Polyseem, synoniem, wederkerend, passief, intern

### Polysemie

#### Conversen in één betekenis
Polyseme woorden hebben verschillende verwante betekenisschakeringen. Soms hebben die betekenisschakeringen elk een eigen convers.
- Zo heeft oud, als het op mensenleeftijd duidt, een convers jong; geeft het de bestaansduur van een artikel aan, dan is de convers echter nieuw.

Een oude en een jonge man kwamen in gebogen houding de hoek van het zandpad om.
Je moet je oude schoenen niet weggooien voordat je nieuwe hebt.
- Het werkwoord raken betekent onder meer: "treffen" (bijvoorbeeld met een projectiel, maar ook "in contact komen":

Vele bommen raken hun doel niet.
Haar beentjes waren te kort om de coupévloer te raken.
In de eerste betekenis is er een tegengestelde: missen, maar dat woord is niet bruikbaar als tegengestelde van raken in de tweede betekenis.
- Kinderen zijn "telgen", en hebben dan ouders als tegengestelde; of zij zijn nog onvolgroeid, en dan is de convers volwassenen.

#### Interne conversen
Soms zijn twee betekenissen van eenzelfde woord elkaars tegengestelde.
- Leren kan zowel "onderwijzen" betekenen als juist "kennis opdoen".
- Lenen kan zijn "andermans eigendom in tijdelijk gebruik nemen", maar ook "persoonlijk eigendom in tijdelijk gebruik afstaan".

### Structuur
Structuren kunnen als elkaars convers worden opgevat. Daarbij gaat het vooral om bedrijvende tegenover lijdende werkwoordsvormen, en om wederkerende constructies (met zich).

#### Bedrijvend en lijdend
De Hoeken versloegen de Kabeljauwen
is de convers van
De Kabeljauwen werden door de Hoeken verslagen.
Beide conversen, zowel de bedrijvende als de lijdende vorm, komen voor in een zin als
Het is eten of gegeten worden.

#### Wederkerend werkwoord
De indringers onderwierpen de inheemse bevolking
is de convers van
De inheemse bevolking onderwierp zich aan de indringers.

## Vertaalkunde en taalinterferentie

### Vertaling
In vertalingen kan soms gebruik worden gemaakt van conversen. De Engelse constructie
He was told that no appeal would be possible
is in het Nederlands weinig gebruikelijk. We zeggen niet gauw "Hem werd verteld dat ...", en zouden met zo'n vertaling een plechtstatiger toon treffen dan in het origineel. Het werkwoord tell ("zeggen", "vertellen", "meedelen") heeft echter conversen: in het Nederlands bijvoorbeeld "horen", "vernemen", en die kunnen we in de vertaling gebruiken:
Hij kreeg te horen dat er geen beroep mogelijk zou zijn.
Ondanks het gebruik van een tegengestelde, is de betekenis van deze vertaling niet tegengesteld aan die van het origineel. Er heeft immers nóg een verandering plaatsgevonden: de lijdende vorm van het Engels is in het Nederlands bedrijvend geworden. In feite is er dus tweemaal een convers gebruikt; de betekenis blijft daarmee intact.

### Interferentie
Bij het aanleren of gebruiken van een vreemde taal kunnen de conversen de spreker in de war brengen. Moeilijk zijn vooral woorden waarin de polysemie tot interne conversen leidt: de Nederlandse spreker moet erop bedacht zijn dat andere talen meerdere woordvormen hebben, waar het Nederlands er maar een heeft. Leren is in het Engels teach óf learn, in het Duits lehren óf lernen. Lenen is in het Engels hetzij borrow, hetzij lend.

## Stijl
Ik ben er niet blij mee.
De litotes is een stijlfiguur die gebruikmaakt van het bestaan van conversen. Een bepaald begrip wordt bedoeld, maar het tegengestelde ervan wordt gezegd, met toevoeging van het woord "niet" of een andere ontkenning. De bedoeling blijft duidelijk:
Ik ben er ongelukkig mee / ontevreden over.